# 12088 Macalintal
12088 Macalintal este un asteroid din centura principală de asteroizi.

## Descriere
12088 Macalintal este un asteroid din centura principală de asteroizi. A fost descoperit pe 20 aprilie 1998 la Socorro, New Mexico, în cadrul proiectului LINEAR. Asteroidul prezintă o orbită caracterizată de o semiaxă mare de 2,35 ua, o excentricitate de 0,07 și o înclinație de 6,2° în raport cu ecliptica.